# Ceropegia driophila
Ceropegia driophila är en oleanderväxtart som beskrevs av C. K. Schneider. Ceropegia driophila ingår i släktet Ceropegia och familjen oleanderväxter. Inga underarter finns listade i Catalogue of Life.